# Krijn Pansters
Krijn Pansters (Swalmen, 14 juni 1975) is een Nederlands historicus en theoloog op het gebied van de middeleeuwen.
Pansters volgde het gymnasium aan het Bisschoppelijk College Broekhin. Hij studeerde geschiedenis, theologie en educatie geschiedenis (lerarenopleiding) in Nijmegen. Hij promoveerde aan de Radboud Universiteit op een onderzoek naar de kardinale deugden in de late middeleeuwen en aan de Katholieke Universiteit Leuven op een onderzoek naar deugd in de geschriften van de laatmiddeleeuwse religieuze orden. Hij is stafmedewerker van het Franciscaans Studiecentrum aan Tilburg University en docent spiritualiteit aan deze universiteit. Ook is hij als onderzoeker maatschappelijke spiritualiteit verbonden aan het Titus Brandsma Instituut aan de Radboud Universiteit Nijmegen. Hij publiceert op het gebied van de actuele relevantie van de christelijke traditie en spiritualiteit, met name van de minderbroeders, kartuizers en Moderne Devotie, en vooral in relatie tot deugdethiek en ecologie. Pansters is oprichter van de serie Middeleeuwse Monastieke Teksten, waarin Nederlandse vertalingen van middeleeuwse geschriften verschijnen. In 2012 verschenen in deze serie twee vertalingen van de hand van Vincent Hunink. Ook was hij een van de mede-organisatoren van de internationale tentoonstelling Het geheim van de stilte, in 2009 gehouden in het voormalige kartuizerklooster te Roermond.
Pansters is lid van diverse binnen- en buitenlandse verenigingen en redacties op het gebied van geschiedenis en religie. Hij is voorzitter van de International Society for the Study of Medieval Theology (IGTM) en hoofdredacteur van het peer-reviewed tijdschrift Franciscan Studies en van de blogs Franciscanconnections.com en Franciscaans.nu. Verder is hij raadslid voor het CDA in de gemeente Beesel.

## Publicaties
Nederlandstalige boeken:
- Duurzame duurzaamheid. Ecologische bekering en betrokkenheid. Utrecht: Eburon 2020 (red. Krijn Pansters).[2]
- Spirituele ethiek. Franciscaanse perspectieven, Eindhoven: Damon 2017.
- De Franciscaanse Beweging. Vijftig jaar in het spoor van Franciscus en Clara van Assisi, Nijmegen: Valkhof Pers 2015.
- De volgeling die voorgaat. Leiderschap in het licht van Franciscus van Assisi, Nijmegen: Valkhof Pers 2014 (red. Krijn Pansters).
- De deemoed Gods. Verkenningen in het licht van Franciscus van Assisi, Nijmegen: Valkhof Pers 2011 (red. Krijn Pansters en Willem Marie Speelman).
- Het geheim van de stilte. De besloten wereld van de Roermondse kartuizers, Zwolle: Waanders 2009 (red. Krijn Pansters)[3]
- De kardinale deugden in de lage landen, 1200-1500 (serie: Middeleeuwse studies en bronnen, nr. 108), Hilversum: Verloren 2007 (proefschrift Radboud Universiteit Nijmegen)

Engelstalige boeken:
- Moral Conversion in Scripture, Self and Society. Berlin: De Gruyter 2024 (ed. Krijn Pansters & Anton ten Klooster).
- Lesser Ethics: Morality as Goodness-in-Relationship, St. Bonaventure: Franciscan Publications 2023 (ed. Krijn Pansters & David B. Couturier).
- Companion to Medieval Rules and Customaries, Leiden: Brill 2020 (ed. Krijn Pansters).
- Spiritual Morality: The Religious Orders and the Virtues, 1050-1300, unpublished dissertation, KU Leuven 2019.
- Shaping Stability: The Normation and Formation of Religious Life in the Middle Ages, Turnhout: Brepols 2016 (ed. Krijn Pansters & Abraham Plunkett-Latimer).
- The Carthusians in the Low Countries: Studies in Monastic History and Heritage, Louvain: Peeters 2014 (ed. Krijn Pansters).
- Franciscan Virtue: Spiritual Growth and the Virtues in Franciscan Literature and Instruction of the Thirteenth Century, Leiden: Brill 2012.

## Vertalingen (selectie)
- Willem van Saint-Thierry, Godsliefde. Meditaties, Gulden Brief, Leven van Bernardus, Eindhoven: Damon 2016 (vertalingen uit het latijn; redactie door Krijn Pansters en Guerric Aerden).
- Benedictus van Nursia, Regel. Richtsnoer voor monastiek leven, Budel: Damon 2014 (vertalingen uit het latijn; redactie door Krijn Pansters en Guerric Aerden).
- Bernardus van Clairvaux, Ommekeer. De omvormende kracht van Gods woord, Budel: Damon 2009 (vertaling uit het latijn van De conversione door Krijn Pansters en Guerric Aerden).
- Bonaventura, Volmaakt leven. Over verlangen, volharding and vervulling, Budel: Damon 2011 (vertaling uit het latijn van De perfectione en redactie door Jan van den Eijnden, Jan Klok en Krijn Pansters).